# Ischyrocerus hanseni
Ischyrocerus hanseni is een vlokreeftensoort uit de familie van de Ischyroceridae. De wetenschappelijke naam van de soort is voor het eerst geldig gepubliceerd in 1944 door Stephensen.